# Carena del Viver
La Carena del Viver és una serra situada al municipi de Tavertet a la comarca d'Osona, amb una elevació màxima de 775 metres.